# Klimov TV3-117
Le Klimov TV3-117 (en russe : « Климов ТВ3-117 ») est un turbomoteur d'origine soviétique conçu par le constructeur Klimov au milieu des années 1960. Désormais produit par la société ukrainienne Motor Sich, il équipe la quasi-totalité (plus de 90 %) des hélicoptères produits par les compagnies russes Mil et Kamov, les deux plus importantes de Russie.
Depuis 2001 est également proposée par le constructeur russe une version modernisée, désignée VK-2500.

## Historique

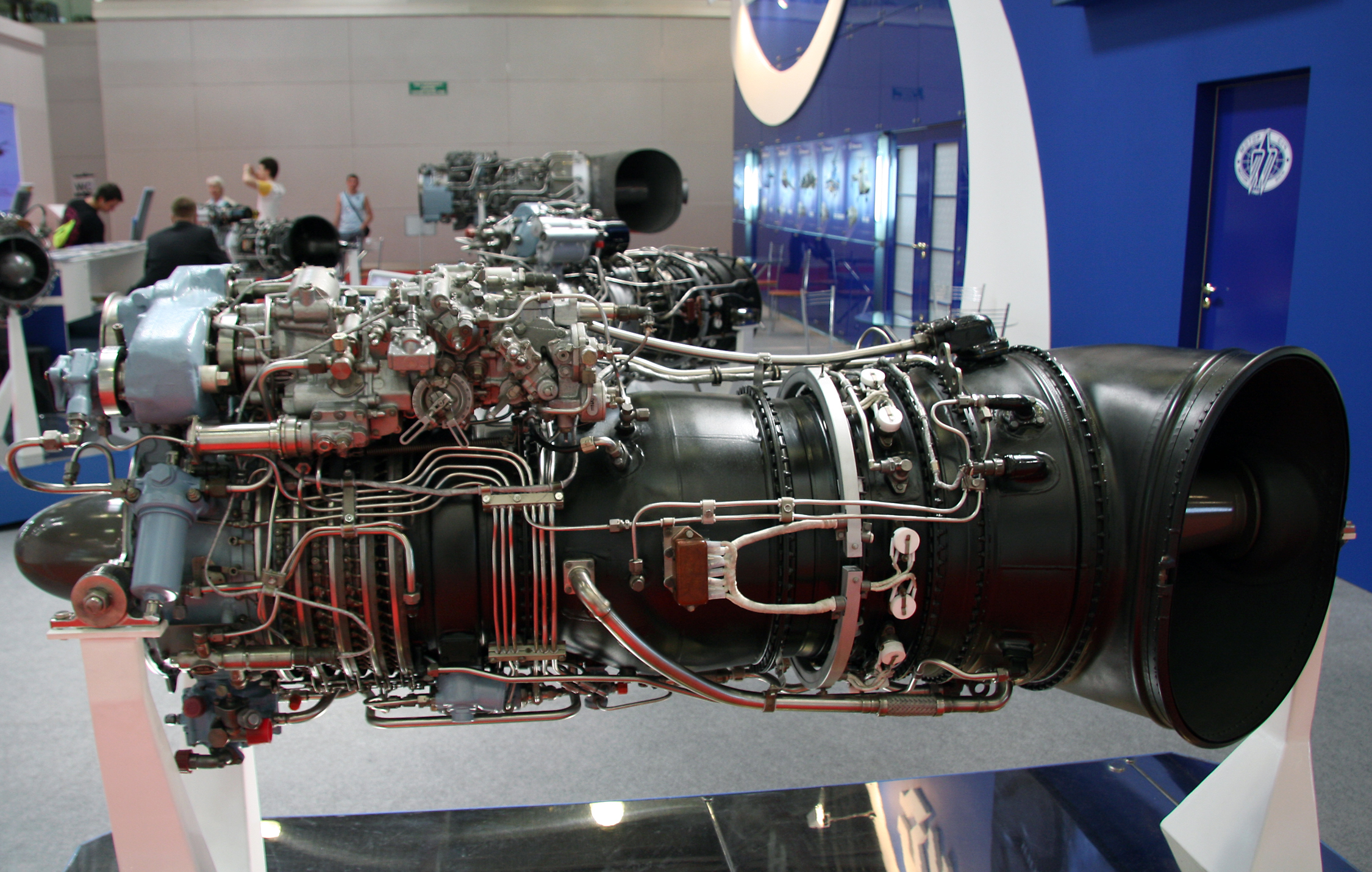
Un TV3-117VMA-SBM1V, exposé à HeliRussia 2010.

La conception du TV3-117 a débuté dans l'OKB Klimov à Leningrad, en 1965, sous la direction des ingénieurs Sergueï Izotov et S. Liounevitcha. Elle a duré jusqu'en 1972, année pendant laquelle le moteur a été déclaré en service et rendu disponible à la vente, alors produit par la société ZPOM Motorostroitel, actuellement plus connue sous le nom de Motor Sich, située à Zaporijia, en Ukraine. Depuis le début de sa carrière, ce moteur sous ses diverses versions, a été vendu à plus de 25 000 exemplaires, totalisant plus de 16 millions d'heures de fonctionnement. Il est considéré comme l'un des moteurs aéronautiques les plus fiables du monde.
Après l'effondrement de l'Union soviétique, la production des hélicoptères russes est restée en Russie, alors que la production des moteurs les équipant est restée en Ukraine. La livraison de moteurs pour l'industrie des hélicoptères civils russes a alors été établie suivant la signature de contrats à long terme. Au début des années 2000, la Russie a tenté d'acheter l'une des usines ukrainiennes produisant le moteur, mais l'achat a été refusé, ce qui a alors poussé les Russes à décider de créer leur propre production totalement indépendante de moteurs, alors attribuée à la société Klimov. Au départ, les premiers moteurs ont été assemblés en utilisant des composants ukrainiens. Suivant ce procédé, Klimov a produit 100 moteurs en 2009, puis 198 en 2010, puis plus de 260 en 2011. En 2011, la construction d'un nouveau centre de conception et production a été lancée à Saint-Petersbourg, désignée en russe « Петербургские моторы » (pour « Moteurs de Saint-Petersbourg »). En 2014, une première partie de l'usine est mise en service. Elle abrite également les locaux de Saliout (ru), Chernyshev UEC (ru) et OAO UMPO (ru), d'autres sociétés russes de production de turbomoteurs.
En Russie, les versions développées localement du moteur sont désignées VK-2500, VK-1500 et VK-1500V, conçues par Klimov entre 2000 et 2003 sur la base des TV3-117VM et VMA,. Les tests de ces moteurs sont achevés en 2012. En 2014, Klimov a produit les 10 premiers exemplaires entièrement dotés d'éléments de conception russe. En 2015, le chiffre passe à 30 exemplaires, puis à 60 exemplaires en 2016.

## Caractéristiques

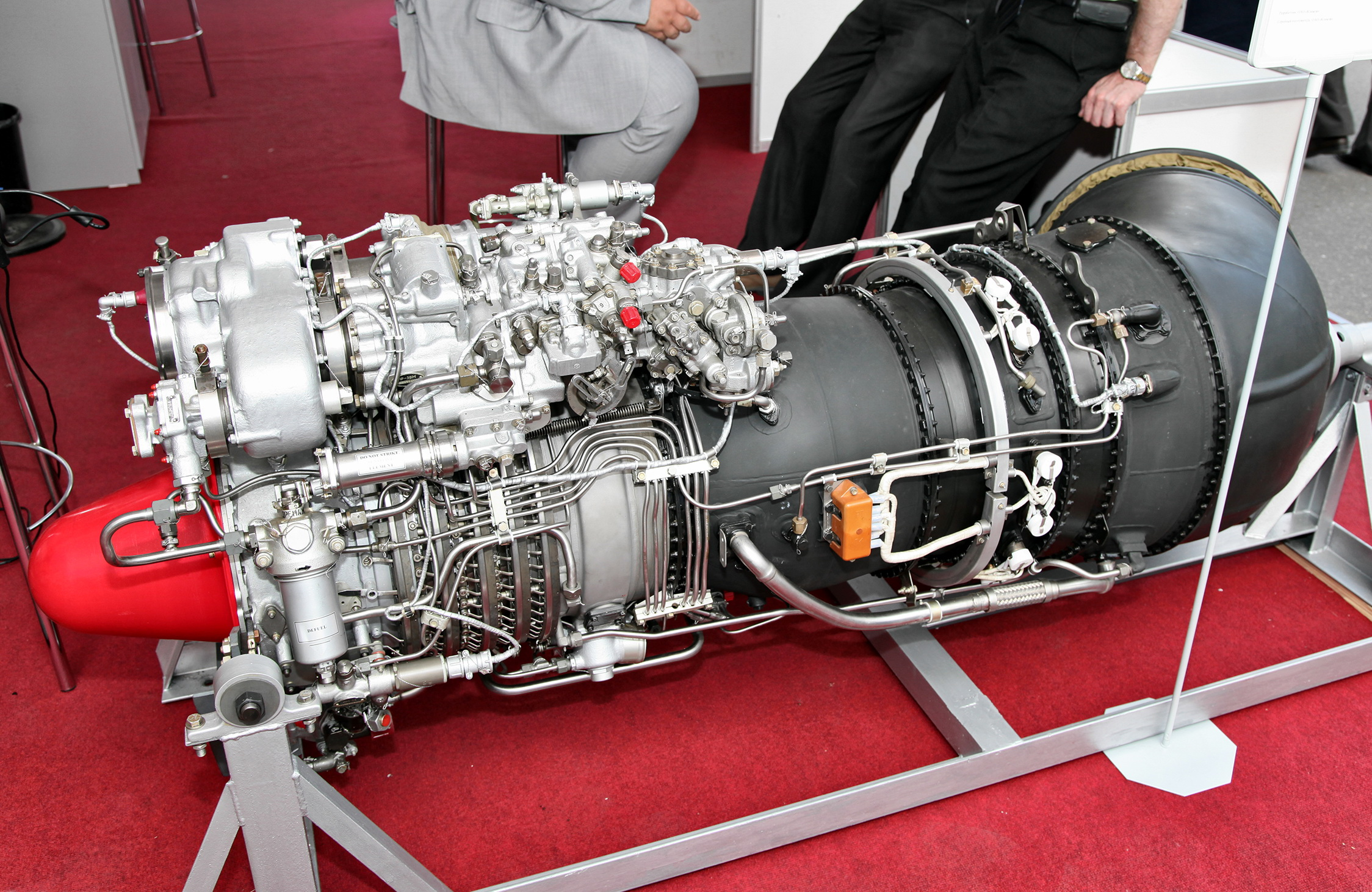
Le VK-2500 version revue et modernisée intégralement conçue et produite en Russie depuis 2001 (ici un VK-2500P).

### TV3-117
Le moteur, de conception modulaire pour faciliter la maintenance, est constitué d'un compresseur axial à 12 étages, suivi d'une chambre de combustion annulaire et d'une turbine de régénération à 2 étages. Une turbine libre à 2 étages dite « de puissance », fournissant du couple sur l'arbre de sortie du moteur, est également présente dans le moteur, à l'arrière de la turbine de régénération et juste avant la tuyère d'éjection des gaz. Les guides de stator des quatre premiers étages du compresseur sont à incidence variable, et l'entrée d'air du moteur est dotée d'un système de filtres anti-poussières, pour pouvoir accepter de fonctionner de longues périodes dans des environnements difficiles (sable, terre, etc.).
Il existe également une version turbopropulseur de ce moteur, qui équipe l'avion de transport régional Antonov An-140, et une version turboréacteur, destinée à équiper des drones.

### VK-2500
La conception du VK-2500 a débuté en 2001. Il peut produire une puissance allant de 2 000 à 2 400 ch au décollage, avec des pics pouvant atteindre les 2 700 ch en urgence.
Hormis sa conception intégralement russe, ce moteur diffère des versions plus anciennes par un intervalle de maintenance des parties chaudes plus étendu, une stabilité de combustion plus importante sur une plage plus importante de sollicitations et une plus grande précision de la gestion des paramètres moteur et leur contrôle. Il possède également une utilisation plus aisée et les caractéristiques de masse et de charge utile des hélicoptères ainsi équipés sont meilleures.
La durée de vie de ce moteur peut atteindre les 9 000 heures. Sa masse est de 300 kg.

## Versions

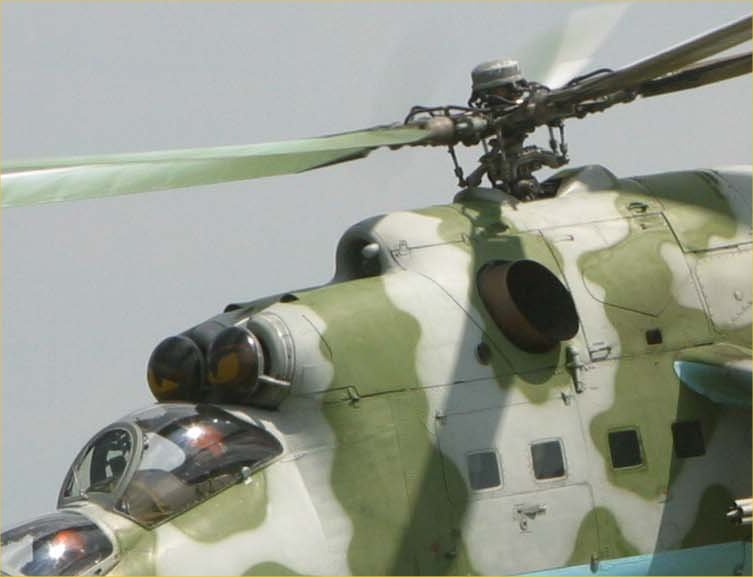
Les deux TV3-117 installés sur le toit du Mi-24.

### Turbomoteur TV3-117
Ce moteur a été conçu à partir d'éléments d'origine ukrainienne :
- TV3-117 : Première version du moteur, équipant l'hélicoptère de transport tactique Mi-24A (1972) ;
- TV3-117M : (« M » pour « Marine ») Version dotée de modifications spéciales pour être adaptée à l'utilisation en environnements marins. Elle est utilisée par les hélicoptères Mi-14 et sa production en série a débuté en 1976 ;
- TV3-117MT : (« MT » pour « Modernisé, Transport ») Version équipant les hélicoptères Mi-8MT/Mi-17 et leurs versions dérivées. Sa production en série a débuté en 1977 ;
- TV3-117KM : (« KM » pour « Kamov, Marine ») Version équipant les hélicoptères Ka-27 ;
- TV3-117V : (« V » pour « Haute altitude ») Version équipant les hélicoptères Mi-24B utilisés en montagne (en particulier en Afghanistan). Sa production en série a débuté en 1980. Puissance en mode urgence : 2 200 ch, en mode continu 2 000 ch ;
- TV3-117VK : (« VK » pour « Haute altitude, Kamov ») Version similaire au TV3-117V, mais adaptée aux hélicoptères Kamov Ka-27, Ka-29 et Ka-32. Sa production en série a débuté en 1985 ;
- TV3-117VKR : (« VKR » pour « Haute altitude, Kamov, Puissance ») Version VK dédiée aux versions d'export des Ka-27, Ka-29 et Ka-32. Initialement conçue pour le Ka-28, elle est dotée de plus de puissance ;
- TV3-117VM : (« VM » pour « Haute altitude, Modernisé ») Version pour les hélicoptères Mi-28, plus tard également installée sur les Mi-8MT/Mi-17. Ce moteur est doté d'un contacteur automatique pour la bascule en puissance d'urgence. Il a reçu les certificats de plusieurs organisations aéronautiques nationales, dont l'OACI et celles de l'Inde, de la Chine et de Taïwan. Sa production en série a débuté en 1986 ;
- TV3-117VM série 02 : Version du VM pour les hélicoptères Mi-8MT/Mi-17 à usage civil. Elle a reçu les certificats de plusieurs organisations aéronautiques nationales, dont l'OACI et celles de l'Inde, de la Chine et de Taïwan. La production en série a débuté en 1993 ;
- TV3-117VMA : (« VM » pour « Haute altitude, Modernisé, Modèle A ») Version pour les hélicoptères Ka-50. Elle est actuellement installée sur les Ka-27, Ka-29, Ka-31, Mi-24, Mi-28A/N et Ka-32. Le VMA a reçu des certifications de la part de l'OACI et du département des transports du Canada. Sa production en série a débuté en 1986. Puissance en mode urgence : 2 400 ch, en mode continu 2 200 ch ;
- TV3-117VMA série 02 : Version du VMA pour les Ka-32 à usage civil. Elle a reçu des certificats de la part de l'OACI, du département des transports du Canada et de la Suisse. La production en série a débuté en 1993 ;
- TV3-117VMAR : (« VM » pour « Haute altitude, Modernisé, Modèle A, Puissance ») Version VMA dédiée aux appareils d'exportation, disposant des mêmes niveaux de puissance que la version VKR ;

### Turbopropulseur

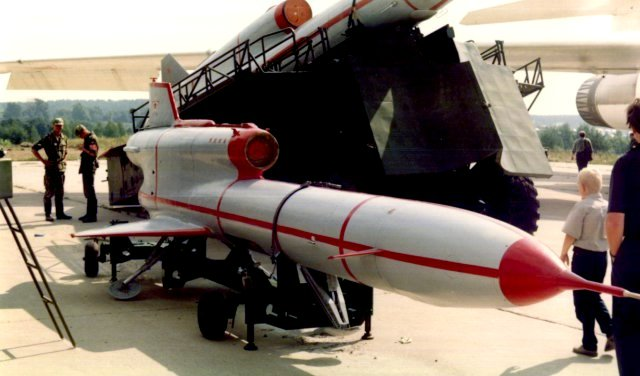
En version turboréacteur, le TV3-117 équipe aussi le drone Reys.

- TV3-117VMA-SBM1 : Version turbopropulseur pour l'avion de transport régional An-140 ;

### Turboréacteur
- TV3-117 (A) : Version turboréacteur de 5,8 kN de poussée, pour les drones de surveillance Tu-143 et Tu-243 « Reys » et « Reys-D »[2].

### Nouvelles versions
- VK-2500 : TV3-117 lourdement modifiée et construite intégralement en Russie, également adaptée à l'utilisation en milieux chauds et à haute-altitude. Ce moteur est utilisé par les Ka-50, Ka-52 et Mi-28 :
  - VK-2500-I : 2 700 ch en urgence, 2 000 ch au décollage, 1 500 ch en régime continu ;
  - VK-2500-II : 2 700 ch en urgence, 2 200 ch au décollage, 1 500 ch en régime continu ;
  - VK-2500-III : 2 700 ch en urgence, 2 400 ch au décollage, 1 750 ch en régime continu.

## Applications

### Hélicoptères
- Mil Mi-8
- Mil Mi-17
- Mil Mi-24
- Mil Mi-28
- Kamov Ka-27
- Kamov Ka-28
- Kamov Ka-29
- Kamov Ka-31
- Kamov Ka-32
- Kamov Ka-50
- Kamov Ka-52

### Avion
- Antonov An-140 (turbopropulseur)

### Drones
- Tu-143 « Reys » (turboréacteur)
- Tu-243 « Reys-D » (turboréacteur)